# Heteropsis spruceana
Heteropsis spruceana é uma espécie de liana da família das Araceae que ocorre nos estados do Amapá, Pará, Amazonas, Roraima, Acre, Rondônia e Mato Grosso. Apresenta ampla extensão de ocorrência em uma área de 953.487 km², porém presente em poucas unidades de conservação (SNUC). Tem como principal fator de ameaça o extrativismo das raízes para confecção de bolsas, chapéus, cestos, amarras em geral, vassouras, moveis e artesanatos em geral. Esta extração pode causar a morte dos indivíduos maduros e um esgotamento da população. Possui ampla extensão de ocorrência e ausência de dados sobre o declínio populacional é categorizada como "Quase ameaçada" (NT) pela possibilidade de ser categorizada como ameaçada de extinção.

## Taxonomia
A espécie é reconhecida pelo caule delgado, quadrangular, pecíolo subséssil, lâmina foliar geralmente lanceolada, verde-escura, geralmente com musgo na face adaxial, sublustrosa na face abaxial e principalmente pelo pequeno tamanho da inflorescência, a menor entre as espécies do gênero.

## Distribuição
A espécie é nativa e endêmica do Brasil, ocorrendo nos estados do Amapá, Pará, Amazonas, Roraima, Acre, Rondônia, e Mato Grosso.